# Saša Simić
Saša Simić (in serbo Саша Симић?; Loznica, 22 aprile 1969) è un ex calciatore serbo, di ruolo attaccante.

## Palmarès

### Competizioni nazionali
- Druga liga SR Jugoslavije: 1

Borac Čačak: 1993-1994
- Coppa del Portogallo: 2

Boavista: 1996-1997
Beira-Mar: 1998-1999
- Coppa del Portogallo: 1

Boavista: 1996-1997